# Castello Ruffo di Scilla
Das Castello Ruffo di Scilla ist eine ehemalige Burg- und Festungsanlage in der italienischen Gemeinde Scilla in der Metropolitanstadt Reggio Calabria, Kalabrien.

## Lage
Die Anlage liegt etwa 72 m über dem Meer auf dem Kap Scilla, das hier in die Straße von Messina ragt. Sie befindet sich etwa 150 m nördlich des Ortskerns und etwa 20 km nordöstlich von Reggio Calabria. 

## Geschichte
Ihre Geschichte reicht bis in die Zeit der Magna Graecia zurück. Sie soll vom Tyrannen Anaxillas, gestorben 476 v. Chr., zum Schutz vor Piratenüberfällen errichtet worden sein. Die als Vorposten der Stadt Rhegion erbaute Festung wurde von Dionysios I. von Syrakus der Stadt entrissen und gelangte nach etwa 50 Jahren unter Timoleon wieder unter die Kontrolle der Stadt Rhegion.
Auch unter den Römern diente sie der Verteidigung von Reggio. Im Mittelalter fiel sie unter byzantinische Kontrolle und wurde von den Basilianern als Kloster genutzt, das dem Heiligen Pankratius geweiht war. Im 11. Jahrhundert gelangte der Bau in den Besitz des  normannischen Herrschers sowie Herzogs von Apulien und Kalabrien Robert Guiskard. 1255 wurde die Anlage im Auftrag des Staufers Manfred von Sizilien ausgebaut. Noch im 13. Jahrhundert fiel sie an Karl I. aus dem Haus Anjou.
Unter den Aragonen wurde die mittelalterliche Burg im Laufe des 15. Jahrhunderts mit zunehmender Verbreitung der Feuerwaffen angepasst und in eine Renaissancefestung verwandelt. 1469 wechselte sie erneut den Besitzer und gelangte in die Hände von Gutierre De Nava, einem aus Kastilien stammenden Ritter mit angeblichen deutschen Wurzeln. 1533 erwarben die Ruffos die Renaissancefestung und richteten dort 1620 ihre Residenz ein. Zugleich wurde im Kellergeschoss ein Kerker untergebracht, der für seine Folter berüchtigt war. Zum Beginn des 18. Jahrhunderts verlor sie vollständig ihre militärische Bedeutung. 1713 wurde sie während des spanischen Erbfolgekrieges von Truppen der Habsburger besetzt. Nach dem Frieden von Wien 1738 fiel sie an das bourbonische Königreich beider Sizilien. Von 1770 bis 1772 fanden erste Festungsarbeiten in der Moderne statt.
Beim Erdbeben von Kalabrien 1783 wurde auch das Castello Ruffo di Scilla in Mitleidenschaft gezogen und in der Folge der Kerker geschlossen. Nach dem Ende der parthenopäischen Republik 1799 wurde die Anlage von napoleonischen Truppen besetzt. Zu Beginn des 19. Jahrhunderts wechselten sich während der Koalitionskriege Franzosen und Engländer mehrmals als Besitzer ab.  Nach der vorübergehenden französischen Inbesitznahme 1806 unter General Louis de Partouneaux, konnten sich die Franzosen im Februar 1808 erneut in den Besitz der Festung bringen. Nachdem der Bau bei den vorherigen Belagerungen durch Artilleriebeschuss erhebliche Schäden davontrug, fanden zwischen 1811 und 1813 Umbauarbeiten statt, die das heutige Bild der Festung prägen. Insbesondere nach einem Blitzeinschlag in das Pulverlager 1812, bei der der Bau schwer beschädigt wurde und bei dem zwei Offiziere den Tod fanden, wurde die ursprüngliche Struktur der Anlage wesentlich verändert. Nach Ende der napoleonischen Epoche war von dem Vorgängerbau wenig übrig geblieben.
Beim „Zug der Tausend“ wurde die Anlage 1860 widerstandslos an die Freischaren Giuseppe Garibaldis übergeben. Angeblich soll nach der Übergabe Garibaldi selbst die Trikolore auf der Festung gehisst haben.
Beim Erdbeben von Messina 1908 wurden die noch bestehenden älteren Gebäudeteile weitgehend zerstört, so dass von der ehemaligen Residenz der Ruffo nichts mehr erhalten ist. 1913 wurde am nördlichen Rand des Felsvorsprungs ein kleiner Leuchtturm errichtet, der nach wie vor von der italienischen Marine betrieben wird. Bis zum Zweiten Weltkrieg wurde die Festung unter anderem von der italienischen Küstenartillerie genutzt. Ende des 20. Jahrhunderts war in den ehemaligen Festungsbauten eine Jugendherberge untergebracht. Nach umfangreichen Restaurierungsarbeiten wird sie seitdem unter anderem für Ausstellungen und Tagungen genutzt.

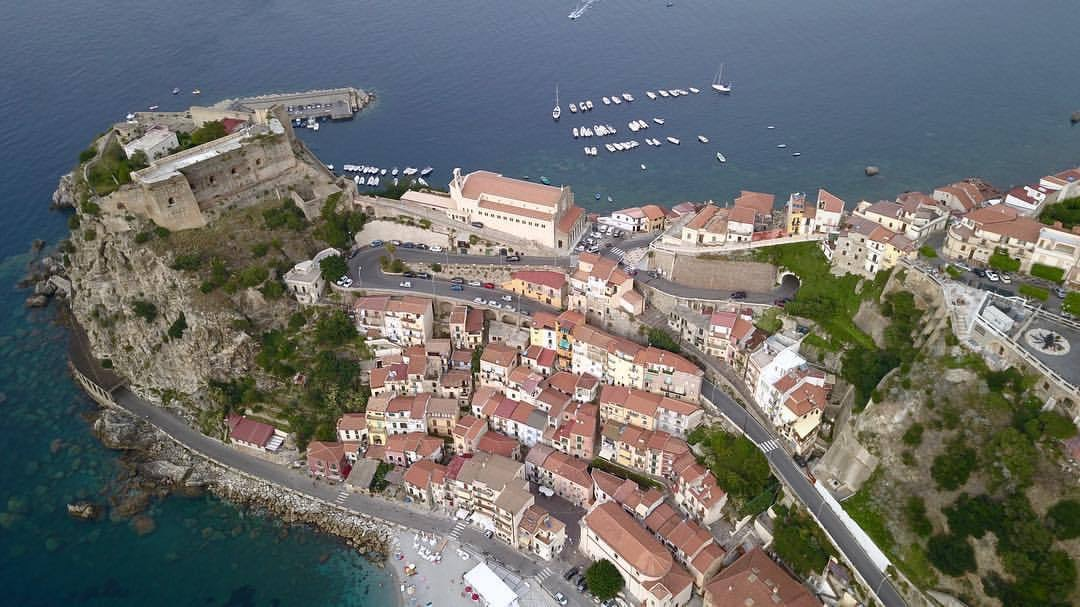
Scilla, mit dem Kap und links dem Castello Ruffo di Scilla
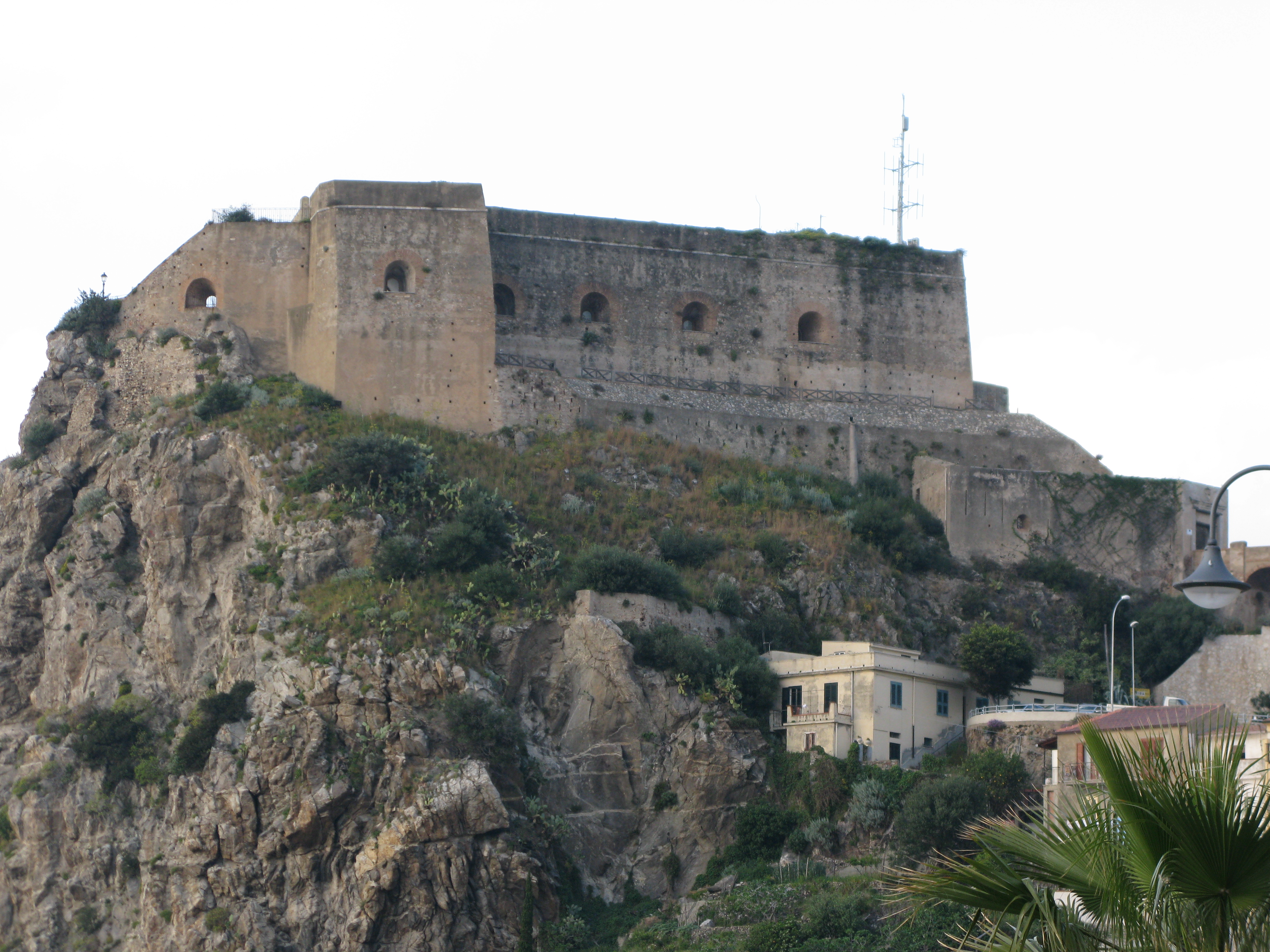
Westseite
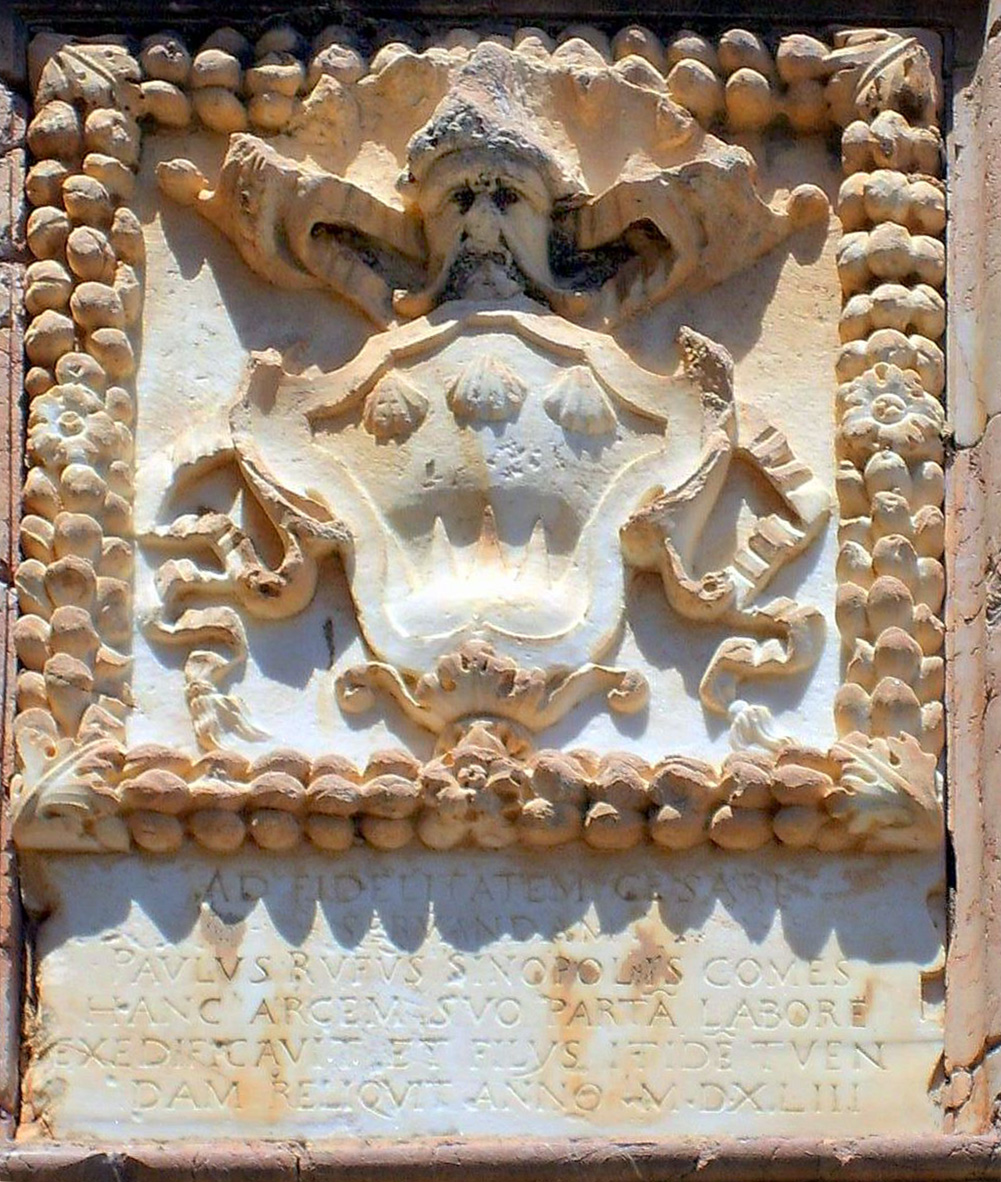
Wappen der Ruffo mit Gedenkinschrift an den Umbau
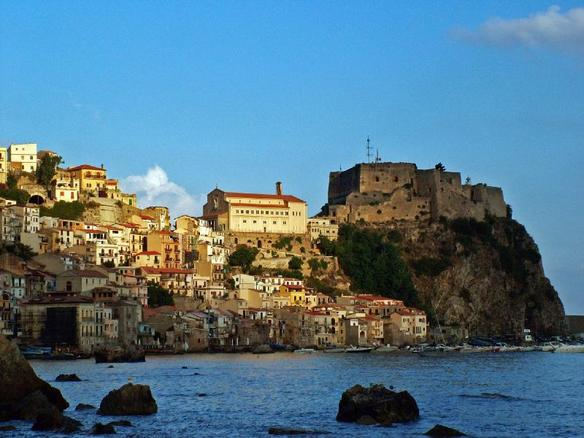
Ostseite
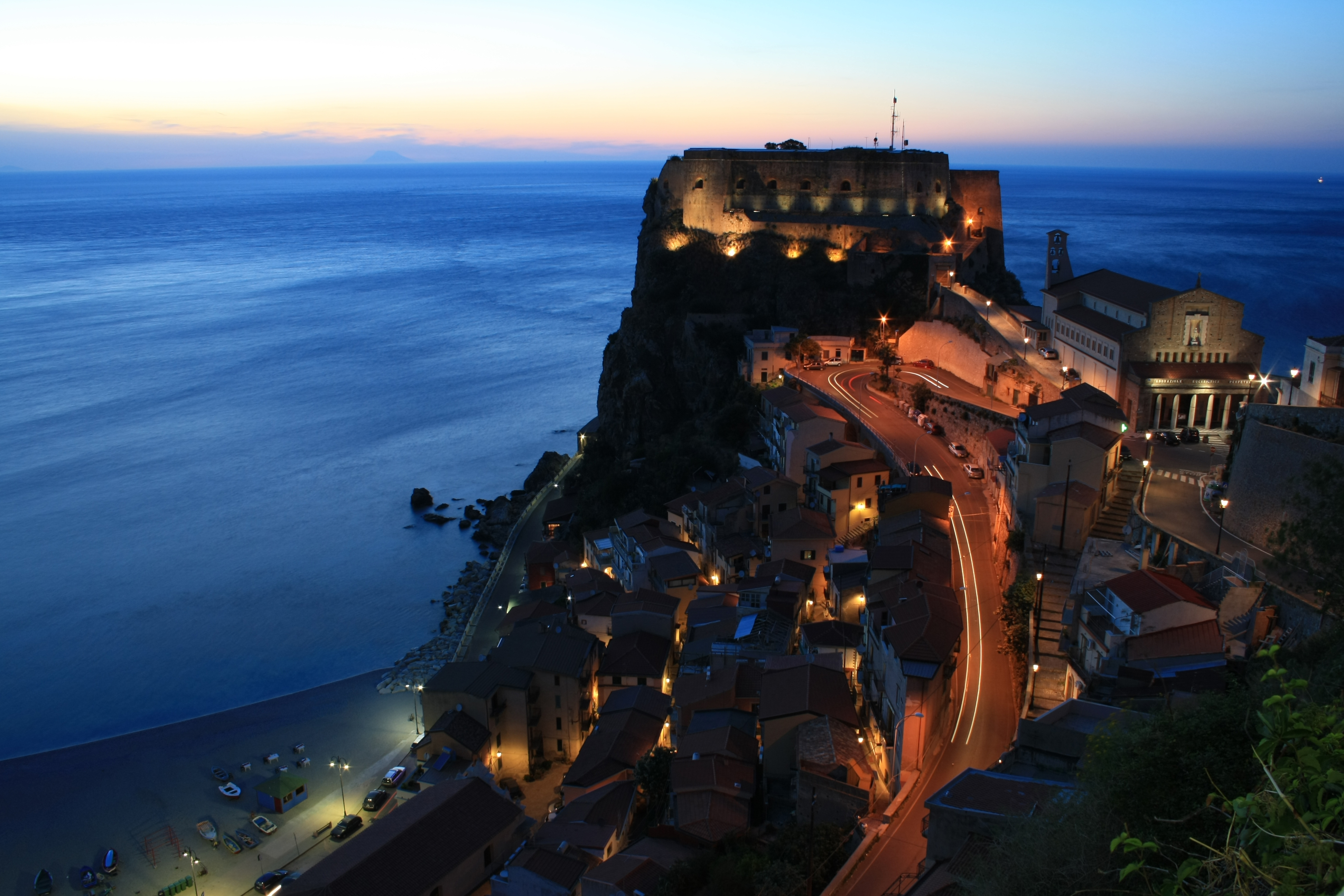
Die Anlage über der Straße von Messina